# Euplexidia benescripta
Euplexidia benescripta là một loài bướm đêm trong họ Noctuidae.